# Dia Internacional do Lixo Zero
O Dia Internacional do Lixo Zero é um evento anual realizado em 30 de março desde 2023, estabelecido pela Assembleia Geral das Nações Unidas em 14 de dezembro de 2022.

## Proclamação
Estabelecido por meio de uma resolução da Assembleia Geral das Nações Unidas que seguiu outras resoluções sobre resíduos, incluindo o compromisso de 2 de março de 2022 da Assembleia das Nações Unidas para o Meio Ambiente (UNEA-5) para avançar um acordo global para acabar com a poluição por plástico, o Dia Internacional do Lixo Zero é mediado conjuntamente pelo Programa das Nações Unidas para o Meio Ambiente (PNUMA) e pelo Programa das Nações Unidas para os Assentamentos Humanos (ONU-Habitat). A data convoca todas as partes interessadas — incluindo governos, sociedade civil, empresas, universidades, comunidades, mulheres e jovens — a se engajarem em atividades que aumentem a conscientização sobre as iniciativas de lixo zero.

## Histórico
“A crise do descarte de resíduos está minando a capacidade da Terra de sustentar a vida. O descarte de resíduos sólidos custa bilhões de dólares à economia global anualmente”, disse o Secretário-geral das Nações Unidas, António Guterres, em uma mensagem de vídeo sobre a data. “Ao tratar a natureza como um aterro sanitário, estamos cavando nossas próprias sepulturas. É hora de refletir sobre os custos que resíduos sólidos estão causando para o nosso planeta — e de encontrar soluções para esta grave ameaça”.
Segundo a Organização das Nações Unidas, a cada ano, estima-se que 11,2 bilhões de toneladas de resíduos sólidos são coletadas globalmente. O setor de resíduos contribui significativamente para a emissão de gases de efeito estufa em ambientes urbanos e para a perda da biodiversidade. Cerca de 931 milhões de toneladas de alimentos são desperdiçadas a cada ano, e espera-se que até 37 milhões de toneladas de resíduos plásticos entrem anualmente no oceano até 2040.
As práticas insustentáveis de produção e consumo da humanidade estão conduzindo o planeta para a destruição.
As famílias, as pequenas empresas e os prestadores de serviços públicos geram entre 2,1 mil milhões e 2,3 mil milhões de toneladas de resíduos sólidos urbanos todos os anos — desde embalagens e produtos eletrônicos até plásticos e alimentos. No entanto, os serviços globais de gestão de resíduos estão mal equipados para lidar com esta situação, com 2,7 mil milhões de pessoas sem acesso à recolha de resíduos sólidos e apenas 61–62 por cento dos resíduos sólidos urbanos a serem geridos em instalações controladas. A humanidade deve agir urgentemente para enfrentar a crise dos resíduos.
O segundo Dia Internacional do Lixo Zero, em 30 de março de 2024, destaca tanto a necessidade crítica de reforçar a gestão de resíduos mundialmente como a importância de práticas sustentáveis de produção e consumo. Celebra iniciativas de desperdício zero em todos os níveis, que contribuem para o avanço da Agenda 2030 para o Desenvolvimento Sustentável.